# Itanagar
Itanagar (en hindi : ईटानगर) est une ville d'Inde et la capitale de l'État de l'Arunachal Pradesh.

## Géographie
Itanagar est située au pied de l'Himalaya.

## Lieux et monuments
- Musée Jawaharlal Nehru, consacrée à l'ethnographie de l'Arunachal Pradesh